# التصوف الثورة الروحية في الإسلام (كتاب)
كتاب التصوف: الثورة الروحية في الإسلام هو كتاب من تأليف الكاتب أبي العلا عفيفي، يتكلم فيه عن نشأة التصوف والزهد والتعريف بأعلام التصوف والتعريف بمدارس التصوف.

## عرض
في مقدمة هذا الكتاب، يعطينا رأيه في التصوف فيقول: «إن التصوف هو أروع صفحة تتجلى فيها روحانية الإسلام، وتفسير علمي لهذا الدين، فيها إشباع للعاطفة وتغذية للقلب، في مقابلة التفسير العقلي الجاف الذي وضعه المتكلمون والفلاسفة والتغير الصوري القاصر الذي وضعه الفقهاء». وعنده كذلك أن التصوف «هو الثورة الروحية في الإسلام، لأنه كان انقلابا عارما على الأوضاع والمفاهيم الإسلامية كما حددها الفقهاء والمتكلمون والفلاسفة، وهو الذي بث في تعاليم الإسلام روحا جديدة أدرك مغزاها من أدركه، وأساء فهمها من أساءه»(2).

## أعمال أبو العلا عفيفي
ترك الدكتور أبو العلا عفيفي، آثارا مثل # «من أين استقى محيي الدين بن عربي فلسفته الصوفية» بحث نشر بمجلة كلية آداب القاهرة سنة 1922.
1. «نظريات الإسلاميين في الكلمة (Logos) بحث نشر بمجلة كلية آداب القاهرة سنـــــة 1924.
2. «جواهر الإسلام» لعضد الدين الإيجي، نشر وتحقيق وتعليق ـ بحث نشر بمجلة كلية آداب القاهرة سنة 1925.
3. «المنطق التوجيهي» كتاب مدرسي، سنة 1928.
4. The mystical philosophy of Muhyid Din – Ibn Arabi – Cambridge, 1939. وهو الرسالة التي أحرز بها على الدكتوراه.
5. «الملاقية» بحث في مجلة كلية آداب القاهرة سنة 1942.
6. «الملاقية والصوفية وأهل الفتوق» بحث في مجلة كلية الآداب بجامعة الإسكندرية سنة 1942.
7. «الأثر الفلسفي الإسكندري في رسالة حي أين يقظان لابن سينا» بحث في مجلة كلية آداب الإسكندرية سنة 1944.
8. «نصوص الحكم لابن عربي» طبع للنص، وتعليقات مستفيضة عليه، في جزئين سنــــــة 1947.
9. «تأثير الكتب المنسوبة إلى هرمس في التفكير الإسلامي» بحث بالإنجليزية نشر في لندن سنة 1951.
10. «الناحية الصوفية في فلسفة ابن سينا» بحث نشر في الكتاب الذهبي الذي نشر بمناسبة العيد الألفي لميلاد ابن سينا، سنة 1952.
11. «الحب والخير والجمال في فلسفة ابن سينا» مقال بمجلة الثقافة سنة 1952.
12. «فهرست مؤلفات ابن عربي: تحقيق النص مع تعليقات وافية، مقال نشر في مجلة كلية آداب الإسكندرية سنة 1955.
13. «بحث عن مؤلفات ابن عربي» التي بالإنجليزية في مؤتمر المستشرقين الثالث والعشرين الذي عقد في كمبردج سنة 1954.
14. بحث بالإنجليزية عن «التصوف بوصفه نظرية في المعرفة وضبط النفس» بتكليف من الإدارة الثقافية بجامعة الدول العربية.
15. «تحقيق كتاب البرهان من منطق الشفا لابن سينا».
16. فصل بالإنجليزية عن «محيي الدين ابن عربي، من كتاب «تاريخ الفلسفة الإسلامية الذي أصدره م.م. شريف في باكستان.
17. «أبو القاسم بن قسي وكتاب خلع النعلين» بحث نشر في مجلة كلية آداب الإسكندرية سنة 1958.
18. مقالات عن القشيري والملاقية وابن عربي بالإنجليزية، نشرت في دائرة المعارف الاوردية بالباكستان.
19. «أثر الغزالي في توجيه الحياة العقلية والروحية في الإسلام» ـ بحيث نشر في أعمال مهرجان الغزالي المنعقد بدمشق سنة 1961.
20. «موقف ابن خلدون من الفلسفة والتصوف» بحث ألقي في مهرجان ابن خلدون بالقاهرة في ديسمبر سنة 1961.
21. «شارح مجهول من شراح الرسالة القشيرية» ـ بحث نشر بمجلة كلية آداب الإسكندرية سنة 1960.
22. «الرسالة القشيرية» مقال في مجلة «تراث الإنسانية» المجلد الأول العدد السادس.
23. «كتاب الفتوحات المكية لابن عربي» مقال نشر في مجلة «تراث الإنسانية» المجلد الأول، العدد الثاني.
24. «تحقيق كتاب اللطف» أحد أجزاء كتاب المغني للقاضي عبد الجبار المعتزلي سنــــــة 1962.
25. تحقيق كتاب «مشكاة الأنوار» للغزالي.

كما قام بترجمة المقالات والأبحاث الآتية:
1. «كتاب مجمل المعرفة الحديثة» تأليف أ. وولف.
2. «مقالة اعلام من كتاب ما بعد الطبيعة لأرسطو في مجلة كلية آداب القاهرة.
3. «كتاب المدخل لدراسة الفلسفة لاوزفبلد كولبه».
4. «مقالات لينكلسون في التصوف» وقد جمعهم في كتاب بعنوان «فن التصوف الإسلامي وتاريخه».
5. الفصل الثاني والعشرين من كتاب تاريخ العلم لسارتون.
6. كما ترجم من العربية إلى الإنجليزية كتاب «فصوص الحكم لابن عربي مع تعليقـــــات عليــــه(3).

توفي أبو العلا عفيفي في ليلة يوم 17 أكتوبر 1966 عن سن يناهز التاسعة والستين سنة.
ولد في الجيزة سنة 1887، وتابع دراسته الابتدائية والثانوية في إحدى مدارسها القريبة من منزله، حتى حصل على البكالوريا، ودخل كلية دار العلوم التي بقي بها إلى سنة 1921، فأوفد عقب تخرجه إلى بريطانيا لدراسة التربية وعلم النفس، وفي سنة 1924 حصل على دبلوم الدولة فيهما.
وفي سنة 1927، نال درجة البكالوريوس في الفلسفة من جامعة كمبردج الشهيرة، وبقي بها حتى سنة 1930 حيث حصل على درجة الدكتوراه في الفلسفة برسالة عن «فلسفة ابن عربي الصوفية».
وفي هذه السنة بالذات عاد إلى وطنه مصر، أستاذا في كلية الآداب بجامعة القاهرة، مدرسا للفلسفة والمنطق والتصوف بجانب: بربيه الذي له مؤلفات في الفلسفة وتاريخها، وروجيه، وكواربيه، مصطفى عبد الرزاق الذي جمع بين الثقافتين العربية والغربية، منصور فهمي الذي له مؤلفات في الفلسفة والأخلاق وعلم الجمال، وغيرها.
وفي سنة 1946 عين رئيسا لقسم الفلسفة بكلية آداب القاهرة حتى أحيل على التقاعد في سنة 1957.
انتدب للتدريس في جامعة لندن، وكذلك في كلية هاملتون بالولايات المتحدة الأمريكية، حيث قام بالتدريس فيهما الفلسفة الإسلامية والمنطق والتصوف.
كما عين عضوا في المجلس الأعلى لرعاية الفنون والآداب، الذي بقي به إلى وفاته